# Albert Quixall
Albert Quixall (Sheffield, 9 agosto 1933 – 12 novembre 2020) è stato un calciatore inglese, di ruolo centrocampista.

## Carriera

### Club
Vinse una FA Cup nel 1963 con il Manchester United.

### Nazionale
Ha partecipato ai Mondiali del 1954.

## Statistiche

### Cronologia presenze e reti in nazionale
| Cronologia completa delle presenze e delle reti in nazionale ― Inghilterra | Cronologia completa delle presenze e delle reti in nazionale ― Inghilterra | Cronologia completa delle presenze e delle reti in nazionale ― Inghilterra | Cronologia completa delle presenze e delle reti in nazionale ― Inghilterra | Cronologia completa delle presenze e delle reti in nazionale ― Inghilterra | Cronologia completa delle presenze e delle reti in nazionale ― Inghilterra | Cronologia completa delle presenze e delle reti in nazionale ― Inghilterra | Cronologia completa delle presenze e delle reti in nazionale ― Inghilterra |
| Data                                                                       | Città                                                                      | In casa                                                                    | Risultato                                                                  | Ospiti                                                                     | Competizione                                                               | Reti                                                                       | Note                                                                       |
| -------------------------------------------------------------------------- | -------------------------------------------------------------------------- | -------------------------------------------------------------------------- | -------------------------------------------------------------------------- | -------------------------------------------------------------------------- | -------------------------------------------------------------------------- | -------------------------------------------------------------------------- | -------------------------------------------------------------------------- |
| 10-10-1953                                                                 | Cardiff                                                                    | Galles                                                                     | 1 – 4                                                                      | Inghilterra                                                                | Qual. Mondiali 1954                                                        | -                                                                          |                                                                            |
| 21-10-1953                                                                 | Londra                                                                     | Inghilterra                                                                | 4 – 4                                                                      | Resto d'Europa                                                             | Amichevole                                                                 | -                                                                          |                                                                            |
| 11-11-1953                                                                 | Liverpool                                                                  | Inghilterra                                                                | 3 – 1                                                                      | Irlanda del Nord                                                           | Qual. Mondiali 1954                                                        | -                                                                          |                                                                            |
| 18-5-1955                                                                  | Madrid                                                                     | Spagna                                                                     | 1 – 1                                                                      | Inghilterra                                                                | Amichevole                                                                 | -                                                                          |                                                                            |
| 22-5-1955                                                                  | Porto                                                                      | Portogallo                                                                 | 3 – 1                                                                      | Inghilterra                                                                | Amichevole                                                                 | -                                                                          | 39’                                                                        |
| Totale                                                                     |                                                                            | Presenze                                                                   | 5                                                                          |                                                                            | Reti                                                                       | 0                                                                          |                                                                            |

## Palmarès

### Club

#### Competizioni nazionali
- Coppa d'Inghilterra: 1

Manchester United: 1962-1963
- Campionato inglese di seconda divisione: 2

Sheffield Wednesday: 1951-1952, 1954-1955